# Gemeingebrauch
Der Gemeingebrauch ist ein alter, dem römischen Recht entstammender Rechtsbegriff (lateinisch usus publicus), der heute noch vor allem im Straßenrecht des deutschen Rechtskreises benutzt wird. Gemeingebrauch ist das Recht einer Vielzahl von Menschen zur Benutzung solcher Sachen, die der Nutzung durch die Öffentlichkeit dienen – im Gegensatz zum Eigentums- und Besitzrecht, das die Nutzung von Sachen nur durch bestimmte einzelne Personen regelt.
Im Gegensatz zum Eigentum ist er also kein Individualrecht, sondern ein Kollektivrecht. Das hat vor allem zur Folge, dass der zum Gemeingebrauch Berechtigte keinen anderen von der Nutzung ausschließen kann, der ebenfalls zum Gemeingebrauch berechtigt ist (– im Gegensatz zum Eigentümer, der prinzipiell jeden anderen von der Benutzung seiner Sache ausschließen kann).
Der Gemeingebrauch kann – je nach Staatsform und Zustand der Staatsorganisation – in Selbstorganisation stattfinden oder – wie meist – durch die Gesetze und die Polizei des Staates geregelt und überwacht sein.
Gemeingebrauch kann auch an Sachen bestehen, die im Privateigentum stehen. So kann eine kommunale öffentliche Einrichtung (z. B. Mehrzweckhalle) in Privateigentum stehen, aber zugleich dem Gemeingebrauch gewidmet sein. Ferner muss die öffentliche Straße nicht in öffentlichem Eigentum stehen, auch Straßen oder Wege, die sich in Privathand befinden, können durch Widmung zu öffentlichen Straßen werden.
Steht eine Sache, die sich auch in Privateigentum befinden kann, unter Gemeingebrauch, so darf jedermann sie ohne besondere Zulassung gemäß ihrer sich aus Gesetz oder Widmung ergebenden Zweckbestimmung unter Beachtung des Gemeinverträglichkeitsgrundsatzes benutzen. Das aus dem fortbestehenden Eigentum fließende Herrschaftsrecht des Eigentümers tritt insoweit zurück (Bassenge in Palandt, BGB, § 903 Rn. 28).
Im Mittelalter bestand in Deutschland auch an der Allmende Gemeingebrauch. Inwieweit sich der Umfang des Gemeingebrauch infolge veränderter Verkehrsgewohnheiten ändert, ist umstritten. Möglicherweise kann eine stärkere Betonung der Individualrechte zu einer Zurückdrängung des Gemeingebrauches führen (siehe auch: ager publicus).
Das öffentliche Recht etwa der Bundesrepublik Deutschland gestattet es ohnehin jedem Menschen, sich im Rahmen der geltenden Gesetze frei zu bewegen (allgemeine Handlungsfreiheit, Art. 2 Abs. 1 Grundgesetz). Explizit geregelt ist der Gemeingebrauch von Gewässern im deutschen Wasserhaushaltsgesetz und den zugehörigen Landeswassergesetzen.
Gegenbegriff zum Gemeingebrauch ist die Sondernutzung. Sondernutzung ist ein Individualrecht an einer eigentlich einer Mehrzahl oder Vielzahl von Personen dienenden Sache. Im modernen deutschen Recht spielt er auch im Wohnungseigentumsrecht eine Rolle (Sondernutzung an Gemeinschaftsflächen).
Wie die Bedeutung des Gemeingebrauchs heute unsicher geworden ist, ist es auch die Sondernutzung. Die Straßengesetze kennen die Sondernutzung noch als eigenen Tatbestand. Richtig dürfte aber sein, dass die Sondernutzung heute identisch ist mit der die gesetzlichen Grenzen des Gemeingebrauchs überschreitenden Nutzung. Dabei kann die Sondernutzung im Einzelfall genehmigt sein oder ungenehmigt und damit illegal. Ist die an sich gesetzwidrige Nutzung (z. B. der Straße für eine Tanzveranstaltung) polizeilich genehmigt, ist für eine weitere, von den Straßengesetzen Deutschlands vorgesehene Sondernutzungserlaubnis an sich kein Platz mehr.